# WひろしのFRIDAYヒーロー
WひろしのFRIDAYヒーロー（ダブルひろしのフライデーヒーロー）は中国放送（RCCラジオ）で2024年4月5日から放送開始のラジオの生ワイド番組。

## 概要
RCCラジオでは、金曜日のお昼から夕方にかけての生ワイド番組として『おひるーなフライデー ひるうたマガジン』を放送していたが、2024年4月改編をもって、金曜日の夕方の生ワイド番組の放送枠として改めて設定された。
この番組では、『バリシャキNOW』の道盛浩と『おひるーなフライデー ひるうたマガジン』の田中宏の『Wひろし』が、「夕刊紙的ワイドショー」やスポーツ情報を取り上げてトークを繰り広げるもの。

## 放送時間
- 毎週金曜日 15:00 - 16:50

## パーソナリティ
- 道盛浩（RCCアナウンサー）
- 田中宏（漫画家）

## タイムテーブル
- 15:00 - オープニング
- 15:15 - HERO氏の雄叫び
- 15:25 - ラジオカー中継
- 15:35 - 集え!誰かのヒーロー
- 15:55 - 中国新聞ニュース（長谷工グループが提供）
- 16:00 - ジャパネットたかたラジオショッピング
- 16:05 - お助け!HERO氏
- 16:25 - HERO氏のお耳磨き
- 16:40 - 交通情報・天気予報
- 16:45 - エンディング